# دم‌سوزنی تنومند
دم‌سوزنی تنومند (نام علمی: Acisoma inflatum) نام یک گونه از سرده دم‌سوزنی‌ها است.